# Community (Fear Itself)
"Community" és el setè episodi de la sèrie de televisió Fear Itself, l'episodi es va emetre originalment el 24 de juliol de 2008, dirigit per Mary Harron. La trama gira al voltant d'una parella jove que es trasllada a una comunitat tancada segura i descobreix el seu horrible secret.

## Sinopsi
Bobby i Tracy són una parella jove que va decidir mudar-se d'una gran ciutat a The Commons, una comunitat tancada suburbana. Estan entusiasmats amb la mudança, ja que Tracy vol desesperadament fills, però els seus amics Meryl i Scott es barregen amb la comunitat. A la Meryl li agrada la idea de Commons mentre que Scott és molt aprensiu. Quan signen el contracte per a la seva nova casa, Bobby i Tracy es descuiden de llegir la lletra petita, que conté unes regles força específiques i les repercussions si es trenquen.
Tot i que les coses inicialment semblen idíl·liques, la parella aviat descobreix el costat sinistre de la comunitat. Les indiscrecions són castigades amb duresa, ja que una dona adúltera és públicament avergonyida i obligada a portar una màscara de porc mentre un home que es queixa dels Comuns és arrossegat lluny per altres homes. Descobreixen que hi ha càmeres a totes les llars que emeten imatges que tothom dins de la comunitat pot veure quan vulgui, sense tenir privadesa. El president de l'HOA de Commons s'acosta a la parella, que li pregunta quan tindran el seu primer fill, ja que la lletra petita del contracte especifica que han de tenir un fill en els sis mesos posteriors a la seva mudança o la seva llar serà embargada. Tracy aconsegueix concebre, salvant-los de perdre la casa.
En última instància, Bobby decideix que han d'abandonar la comunitat i fa que Tracy se'n vagi sola abans que ell fugi a peu. És perseguit pels altres de la comunitat i finalment és atrapat. L'episodi es redueix a cinc anys després. Tracy és ara la presidenta de l'HOA i està donant la benvinguda a gent nova a la comunitat. Bobby mira des de casa seva, ja que ara és un usuari de cadira de rodes després d'haver-se amputat les cames.

## Repartiment
- Brandon Routh: Bobby
- Shiri Appleby: Tracy
- John Billingsley: Phil
- Bonita Friedericy: Debra
- Barbara Tyson: Candace
- Charlie Hofheimer: Scott
- Brooklyn Sudano: Arlene

## Llocs de rodatge
L'episodi es va rodar a Edmonton, Alberta, Canadà.

## Recepció
The A.V. Club va revisar "Community" com a B+, anomenant-lo "un altre episodi fort per a mi, el millor des de l'escalentosa entrada de la setmana cinc de Stuart Gordon "Eater"" Els ressenyadors de JoBlo's Arrow in the Head eren mixtes, ja que alguns els agradaven mentre d'altres el va considerar sense tensió. Dread Central i Slant van criticar l'episodi. Slant va assenyalar que el gir de l'episodi era similar al de Harvest Home de Thomas Tryon, assenyalant que l'episodi no tenia "el poder de la castració simbòlica d'aquesta novel·la. "